# Lolita Go Home
Albums de Jane Birkin
Di Doo Dah
(1973) Ex-fan des sixties
(1978)
Singles
1. Lolita Go Home
Sortie : septembre 1975
2. Rien pour rien
Sortie : mars 1976

Lolita Go Home est un album de chansons de Jane Birkin sorti en 1975.
Serge Gainsbourg compose la musique et Philippe Labro écrit les paroles de plus de la moitié des chansons sur des idées de Serge Gainsbourg. Le reste de l'album est composé de reprises de standards américains. L'album s'est vendu à 25 000 exemplaires selon les estimations.
La chanson titre fait référence à l'héroïne nymphette du roman de Vladimir Nabokov Lolita, imaginant les réactions libidineuses et choquées que rencontre un sex-symbol. Jane Birkin a souvent précisé qu'elle n'avait jamais rencontré de rejet de la part du public, ce qu'elle attribue à son attachement médiatisé pour un seul homme.

## Liste des titres

### Face-A
| No  | Titre                           | Paroles                                                              | Musique          | Durée |
| --- | ------------------------------- | -------------------------------------------------------------------- | ---------------- | ----- |
| A1. | Lolita go home                  | Philippe Labro (deuxième couplet) Serge Gainsbourg (autres couplets) |                  | 3:08  |
| A2. | What Is This Thing Called Love? | Cole Porter                                                          | Cole Porter      | 2:28  |
| A3. | Bebe song                       | Philippe Labro                                                       | Serge Gainsbourg | 2:41  |
| A4. | Where or When                   | Lorenz Hart                                                          | Richard Rodgers  | 3:20  |
| A5. | Si ça peut te consoler          | Philippe Labro                                                       | Serge Gainsbourg | 3:04  |
| A6. | Love for Sale                   | Cole Porter                                                          | Cole Porter      | 3:39  |

### Face-B
| No  | Titre                   | Paroles          | Musique          | Durée |
| --- | ----------------------- | ---------------- | ---------------- | ----- |
| B1. | Just Me and You         | Philippe Labro   | Serge Gainsbourg | 2:43  |
| B2. | La Fille aux Claquettes | Serge Gainsbourg | Serge Gainsbourg | 2:30  |
| B3. | Rien pour Rien          | Philippe Labro   | Serge Gainsbourg | 3:04  |
| B4. | French Graffiti         | Philippe Labro   | Serge Gainsbourg | 2:41  |
| B5. | There's a Small Hotel   | Lorenz Hart      | Richard Rodgers  | 3:05  |

## Personnel
Arrangements et direction : Jean-Pierre Sabard